# Nursultan Nazarbajevs internationella flygplats
Nursultan Nazarbajevs internationella flygplats (IATA: TSE, ICAO: UACC) (kazakiska: Нұрсұлтан Назарбаев халықаралық әуежайы; Halyqaralyq Nursultan Nazarbaev Áýejaıy) är en internationell flygplats i Kazakstan, belägen 17 kilometer  sydöst om huvudstaden Astana.
Flygplatsen hade tidigare namnet Astanas internationella flygplats, men bytte 2019 liksom huvudstaden namn efter den tidigare presidenten Nursultan Nazarbajev. Staden bytte dock namn tillbaka till Astana i september 2022.